# Lago di Varna
Il lago di Varna (Vahrner See in tedesco) è un piccolo lago alpino situato in Val d'Isarco a 712 m s.l.m. a circa due chilometri a nord del comune di Varna, in provincia di Bolzano, poco distante da Bressanone.

## Storia

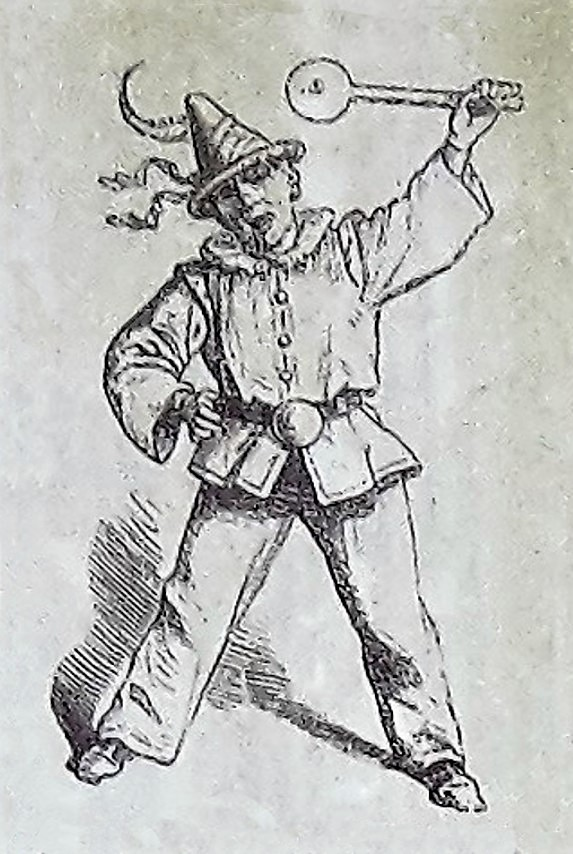
Ernst Fröhlich (1810-1882)

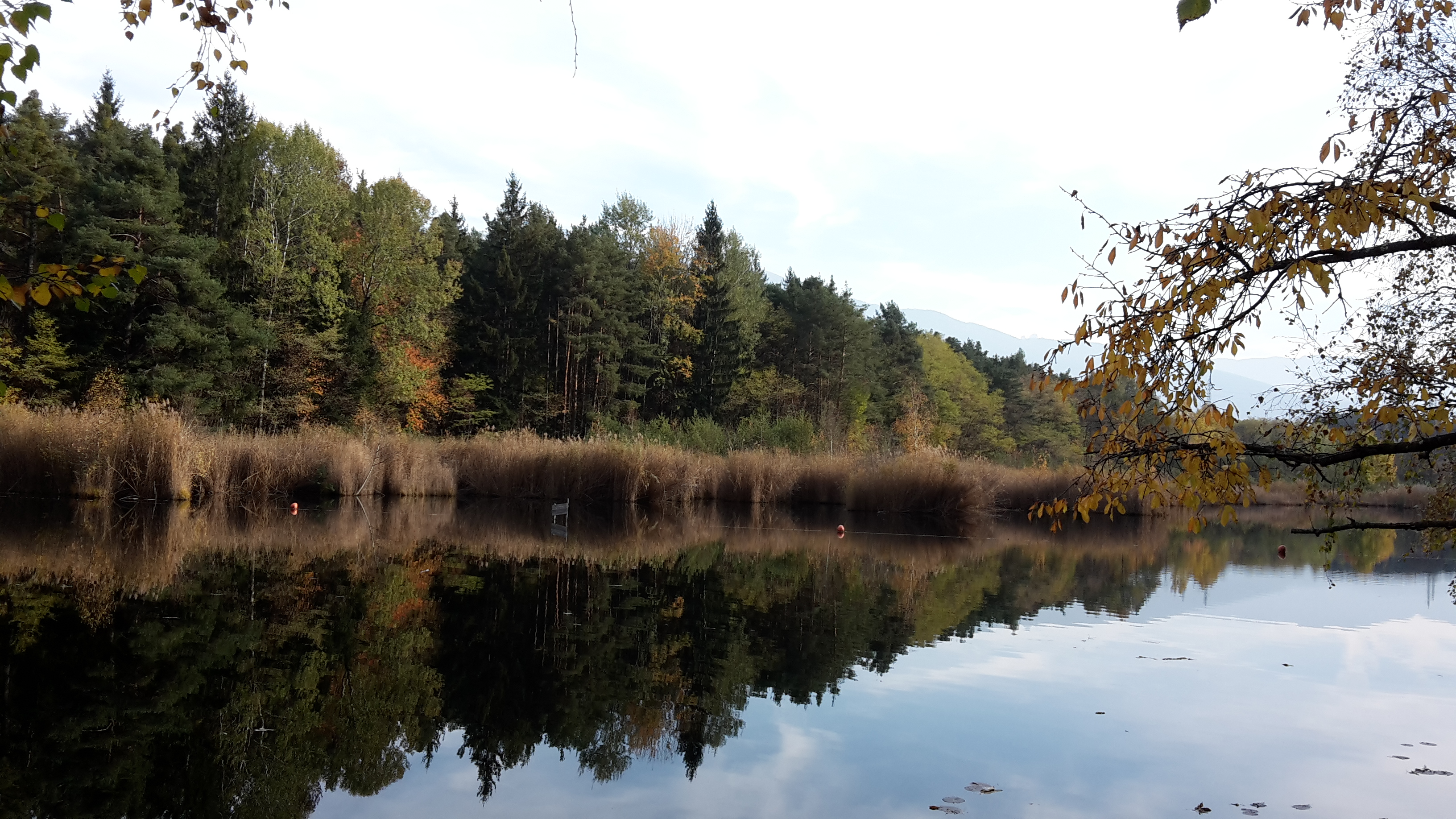
Il lago di Varna

Oltre a questo lago, più a valle era presente un secondo laghetto denominato "lago di sotto Varna". Questo però fu prosciugato e bonificato nell'anno 1825 per ricavarne preziosi terreni per la coltivazione. In ricordo del lago originario l'associazione pescatori della Valle Isarco, tra il 1995 ed il 1998, ha ricreato nello stesso posto dell'originale, un lago artificiale per la pesca sportiva e lo ha chiamato Untersee.
A seguito della costruzione del forte di Fortezza a Varna venne eretta nel 1840 una casermetta per l'addestramento del personale militare e quindi un annesso poligono di tiro che fu costruito sulla sponda destra del lago. Da qui era possibile sparare fino ad arrivare a quella posta dal lato opposto con distanze comprese tra i 50 e i 250 metri quasi celati totalmente nelle loro trincee. Erano inoltre previsti dei bersagli in movimento per simulare gli spostamenti del nemico, talvolta travestiti da arlecchino, vedi ad esempio la figura di Ernst Fröhlich, uno degli addetti al controllo dei bersagli. Costoro schernivano i tiratori qualora mancassero il centro da colpire, mentre gioivano quando veniva colpito il bersaglio effettivo.
Il poligono in sé è rimasto in attività fino agli anni '60 fino a quando non è stato chiuso per motivi di sicurezza.
Nel settembre 2017 sono iniziati i lavori di bonifica per la rimozione dei primi 289 ordigni ritrovati, di cui 285 bombe da fucile austro-ungariche e 4 bombe a mano sferiche austro-ungariche risalenti alla prima guerra mondiale.

## Caratteristiche
Il lago ha una superficie di circa 1,5 ettari e presenta una profondità massima pari a 3,5 metri e è privo di immissari se non qualche piccolo rio. Dal 1977 una zona di 6,23 ettari adiacente al lago ("biotopo palude del lago di Varna") è protetta, perché di importanza per la sosta degli uccelli durante le migrazioni. Inoltre l'acqua del laghetto è ricca di iodio.
Il laghetto non è accessibile al pubblico.
Presso il lago è situato anche un piccolo e semplice campeggio.
Il lago è raggiungibile, oltre che con la macchina, anche attraverso la nuova pista ciclabile che nella zona segue uno dei percorsi medievali noti come Cammini di Santiago: la variante sud-ovest della Jakobsweg tirolese.

## Biotopo
Presso il lago di Varna si trova un'area naturale protetta (ZPS).